# Nossa Senhora das Lágrimas
Nossa Senhora das Lágrimas é uma das invocações marianas atribuídas à Virgem Maria e que teve a sua origem nas aparições recebidas pela Irmã Amália de Jesus Flagelado na capela do convento da Congregação das Irmãs Missionárias de Jesus Crucificado, situada na cidade de Campinas, no Estado de São Paulo, no Brasil.

## História

### De Espanha para o Brasil

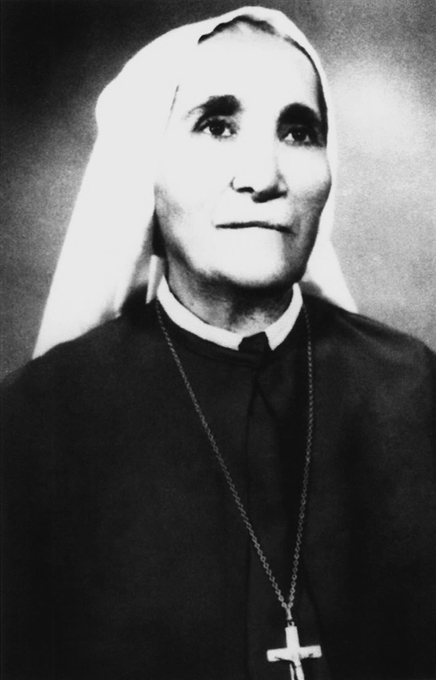
Irmã Amália, a vidente de Nossa Senhora das Lágrimas e de Jesus Manietado

De seu nome de batismo Amália Aguirre, a futura religiosa missionária nasceu em Riós, junto à fronteira Espanha-Portugal, na comunidade autónoma da Galiza, a 22 de julho de 1901. Pertenceu a uma família antiga, de longa tradição cristã, e seus pais eram admirados pela santidade de costumes, fervorosa piedade e sua inesgotável caridade para com o próximo. Contudo, as circunstâncias econômicas e os desígnios de Deus obrigaram seus pais a deixar a Espanha e a rumar para o Brasil, cuja língua – o idioma português – lhes era conhecida e permitia comunicar e trabalhar sem dificuldades. Primeiramente, estiveram no Estado da Bahia, mas pouco tempo depois eles se mudaram para o Estado de São Paulo, tendo fixado residência na cidade de Campinas.
Amália Aguirre, inicialmente, não foi com seus pais para o Brasil, tendo ficado a cuidar de sua avó já bastante idosa e doente, e que precisava de companhia. Somente após a morte de sua avó é que Amália atravessou o oceano Atlântico, tendo chegado a Campinas no dia 16 de junho de 1919. A jovem estava longe de imaginar que nessa sua nova pátria ocorreriam tão prodigiosas manifestações de Jesus e de Maria Santíssima.

### As aparições em Campinas

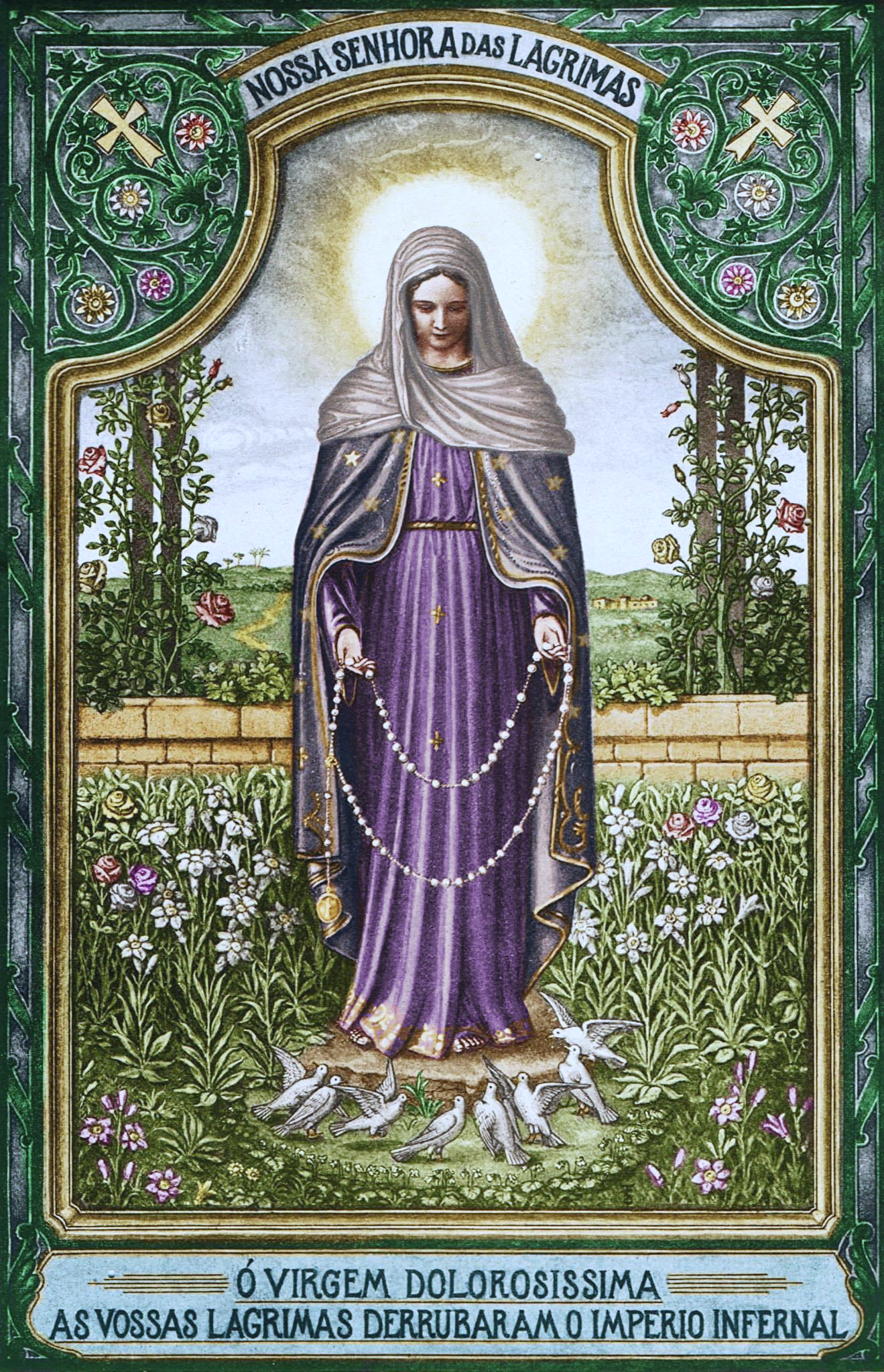
Imagem de Nossa Senhora das Lágrimas recolorizada, conforme descrição de Irmã Amália

Foi na Congregação das Irmãs Missionárias de Jesus Crucificado, fundada por Dom Francisco de Campos Barreto, Bispo de Campinas, e Madre Maria Villac, que viveu a Irmã Amália de Jesus Flagelado, a freira espanhola agraciada com o fenômeno dos sagrados estigmas de Nosso Senhor Jesus Cristo e com inúmeras aparições marianas. Esta religiosa fez parte do grupo de primeiras irmãs e foi cofundadora da própria Congregação, tendo feito os seus votos perpétuos no dia 8 de dezembro de 1931.

“Minha filha: o que os homens Me pedem pelas lágrimas de Minha Mãe, Eu amorosamente concedo. Mais tarde, Minha Mãe entregará este tesouro para o nosso querido Instituto, como um sinal de Sua Misericórdia.”

— A Grande Promessa de Jesus Manietado à Irmã Amália (08-11-1929)

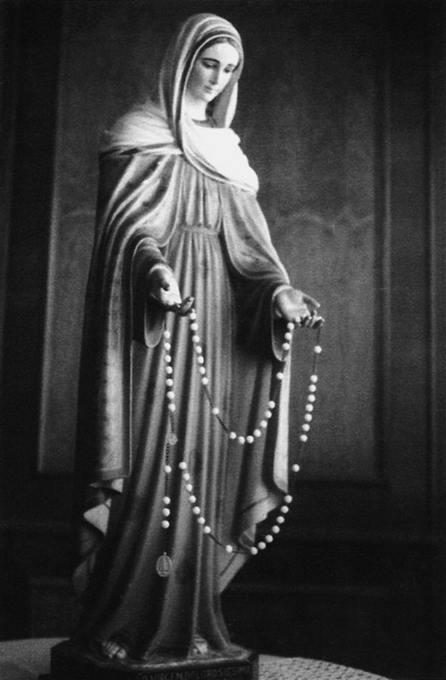
Estátua original de Nossa Senhora das Lágrimas em Campinas, no Brasil

Na década de 1930, na capela da Avenida Benjamin Constant, n.º 1344 (esquina com a Rua Luzitana, n.º 1331), em Campinas, no Estado de São Paulo, no Brasil, a Virgem Maria e o Seu próprio filho, Jesus Cristo, teriam aparecido várias vezes à Serva de Deus Irmã Amália de Jesus Flagelado (de seu nome de batismo, Amália Aguirre), comunicando-lhe muitas mensagens com apelos de oração, de sacrifício e de penitência. A Santíssima Virgem Maria, no dia 8 de março de 1930, se apresentou como Nossa Senhora das Lágrimas e lhe revelou a Coroa (ou Rosário) das Lágrimas.

“Este é o rosário de Minhas lágrimas que foi prometido pelo Meu Filho ao nosso querido Instituto como uma parte de seu legado. Ele também já lhe deu as orações. Meu Filho quer Me honrar especialmente com essas invocações e, além disso, Ele concederá todos os favores que forem pedidos pelos merecimentos de Minhas lágrimas. Este rosário alcançará a conversão de muitos pecadores, especialmente dos possuídos pelo demônio. Uma especial graça está reservada para o Instituto de Jesus Crucificado, principalmente a conversão de vários membros de uma parte dissidente da Igreja. Por meio deste rosário o demônio será derrotado e o poder do inferno destruído. Arme-se para a grande batalha.”

— Palavras de Nossa Senhora das Lágrimas à Irmã Amália (08-03-1930)
No dia 8 de abril de 1930, Nossa Senhora revelou também à Irmã Amália uma nova medalha milagrosa, a medalha da evocação às Suas lágrimas, e lhe pediu que, conjuntamente com a Coroa (ou Rosário), a difundisse pelo mundo inteiro, pois através dessa mesma medalha se dariam muitos prodígios, um grande número de conversões e muitas almas seriam salvas. Por ordem da Mãe de Deus, a medalha traz cunhada na frente a imagem de Nossa Senhora das Lágrimas entregando a Coroa (ou Rosário) das Lágrimas à Irmã Amália, exatamente como aconteceu na aparição de 8 de março de 1930, e com as palavras ao redor: '"Ó Virgem Dolorosíssima, as Vossas Lágrimas derrubaram o império infernal!"; no verso, a medalha traz cunhada a imagem de Jesus Manietado (ou seja, com as mãos amarradas durante a Sua Paixão) com as seguintes palavras: "Por Vossa Mansidão Divina, ó Jesus Manietado, salvai o mundo do erro que o ameaça!".
Embora a Irmã Amália de Jesus Flagelado, nesse ano de 1930, tenha conseguido divulgar a Medalha e a Coroa das Lágrimas, e essa devoção até tenha chegado a alguns países estrangeiros, esses meios de salvação revelados pela Mãe de Deus permaneceram quase desconhecidos durante várias décadas.
A Irmã Amália faleceu em Taubaté, no Brasil, a 18 de abril de 1977.

### Reconhecimento eclesiástico
Em 8 de março de 1931, o Monsenhor Dom Francisco de Campos Barreto, Bispo de Campinas, reconheceu a veracidade dos fenómenos de estigmatização e as aparições recebidas pela Irmã Amália de Jesus Flagelado e concedeu as devidas autorizações – entre elas, o Imprimatur – para a publicação de todos os seus escritos (que incluíam as mensagens originais de Jesus e de Nossa Senhora) e das orações da Coroa (ou Rosário) de Nossa Senhora das Lágrimas.
Em 20 de fevereiro de 1934, o mesmo prelado publicou uma declaração episcopal e reforçou a importância da devoção à Virgem Maria sob a invocação de Nossa Senhora das Lágrimas.
Em 1935, a própria Coroa (ou Rosário) de Nossa Senhora das Lágrimas recebeu mais autorizações para sua divulgação: pelo Arcebispo John Robert Roach da Arquidiocese de Saint Paul e Minneapolis, no Minnesota (Estados Unidos); pelo Bispo Michael James Gallagher da Diocese de Detroit, no Michigan (Estados Unidos); pelo Censor Diocesano em Sopron (Hungria); pelo Bispo Stephanus Breyer da Diocese de Győr (Hungria); e, ainda, pelo Vigário Geral Ferdinand Buchwieser da Arquidiocese de Munique e Frisinga (Alemanha).
Em 16 de junho de 2023, Dom João Inácio Müller, o Arcebispo Metropolitano de Campinas, deliberou a abertura de um processo canônico para a beatificação de Irmã Amália de Jesus Flagelado, o qual está em curso.

### Apostolado Internacional
Já no início do século XXI, e após vários anos de pesquisa de informação, de um estudo rigoroso dos recursos documentais existentes e da recolha e análise de testemunhos pessoais, o missionário católico português Renato Carrasquinho dedicou-se a compilar todos os escritos e as mensagens originais reveladas à Irmã Amália e reconstruiu biograficamente a vida da religiosa com total rigor. No dia 13 de maio de 2017, em pleno centenário evocativo das aparições de Fátima, em Portugal, e que antecederam as aparições ocorridas em Campinas, no Brasil, com o desejo de dar uma resposta mais eficaz aos apelos feitos por Cristo e pela Santíssima Virgem, ele próprio fundou, com representação em todo o mundo, a associação de fiéis católicos intitulada Apostolado Internacional de Nossa Senhora das Lágrimas.